# 137th Street Yard
El 137th Street Yard es un patio ferroviario subterráneo del Metro de Nueva York, que actualmente es usado por los trenes del servicio 1. Está compuesto por cinco vías que se encuentran alrededor de tres vías principales. Tres de las vías se encuentran hacia el oeste (hacia el Centro) y dos hacia el este (lado de uptown). El patio está localizado al norte de la estación de la Calle 137–City College, por eso el nombre del patio.